# Abraão de Cirro
Santo Abraão (Cirro, Síria, c. 350– Constantinopla, 422) (também conhecido como Abraames, Abraão de Charres e Abraão, o Apóstolo do Líbano foi um eremita sírio e bispo de Harã.

## Vida
Abraão nasceu e foi educado em Carras (moderna Harã) na Síria, e pregou o Evangelho no vale do Monte Líbano, onde viveu como eremita. Sua vida foi descrita por Teodoreto (393-466 d.C.), o bispo de Cirro, que o nomeou entre os outros trinta homens e mulheres santos em seu livro "Historia Religiosa" (História Religiosa).
Ele passou a primeira parte de sua vida no deserto de Cálcis, onde viveu uma vida ascética, testou seu corpo jejuando e ainda de pé e estava tão exausto que não conseguia se mexer. Mas depois partiu para o Líbano como comerciante e ajudou os habitantes da aldeia onde ficou a pagar os impostos com a ajuda dos amigos. O nome da aldeia não é conhecido, mas acredita-se que seja Aqura - Afka. "Provavelmente estava localizado em Aqura, perto do rio Adônis." Ele foi convidado pelos aldeões para se tornar seu tutor e ele aceitou, desde que eles construíssem a igreja cristã. Ele permaneceu nesta aldeia por três anos como padre e depois voltou à sua vida ascética como eremita.
Mais tarde, foi eleito bispo de Harã na Mesopotâmia (Carras), onde trabalhou vigorosamente para reduzir os abusos existentes. Ele morreu em Constantinopla em 422 depois de ir lá para consultar Teodósio II, embora alguns argumentem que isso pode ter ocorrido em 390 sob o antecessor de Teodósio II, Teodósio I. Seu corpo foi transferido de volta para Harã, para a cidade de Antioquia, onde foi sepultado. Seu dia de festa é 14 de fevereiro.
De acordo com Alban Butler,
Ele era um solitário sagrado, que, indo pregar para uma vila idólatra no Monte Líbano, superou as perseguições dos pagãos pela mansidão e paciência. Quando escapou por pouco da morte de suas mãos, ele pegou dinheiro emprestado, para satisfazer as exigências dos coletores dos impostos públicos, pelo seu fracasso em que eles deveriam ser colocados na prisão; e por esta caridade ele ganhou todos eles para Cristo. Depois de instruí-los por três anos, ele os deixou sob os cuidados de um santo padre, e voltou para seu deserto.

Ele foi algum tempo depois de ordenado bispo de Carres, na Mesopotâmia, que país ele limpou de idolatria, dissidências e outros vícios. Juntou-se à lembrança e penitência de um monge com os trabalhos de suas funções, e morreu em Constantinopla, em 422, tendo sido enviado ao tribunal por Teodósio, o Jovem, e lá tratado com a maior honra por conta de sua santidade. Aquele imperador manteve uma de suas roupas malvadas, e usou-a ele mesmo em certos dias, por respeito.